# Curtiss C-46 Commando

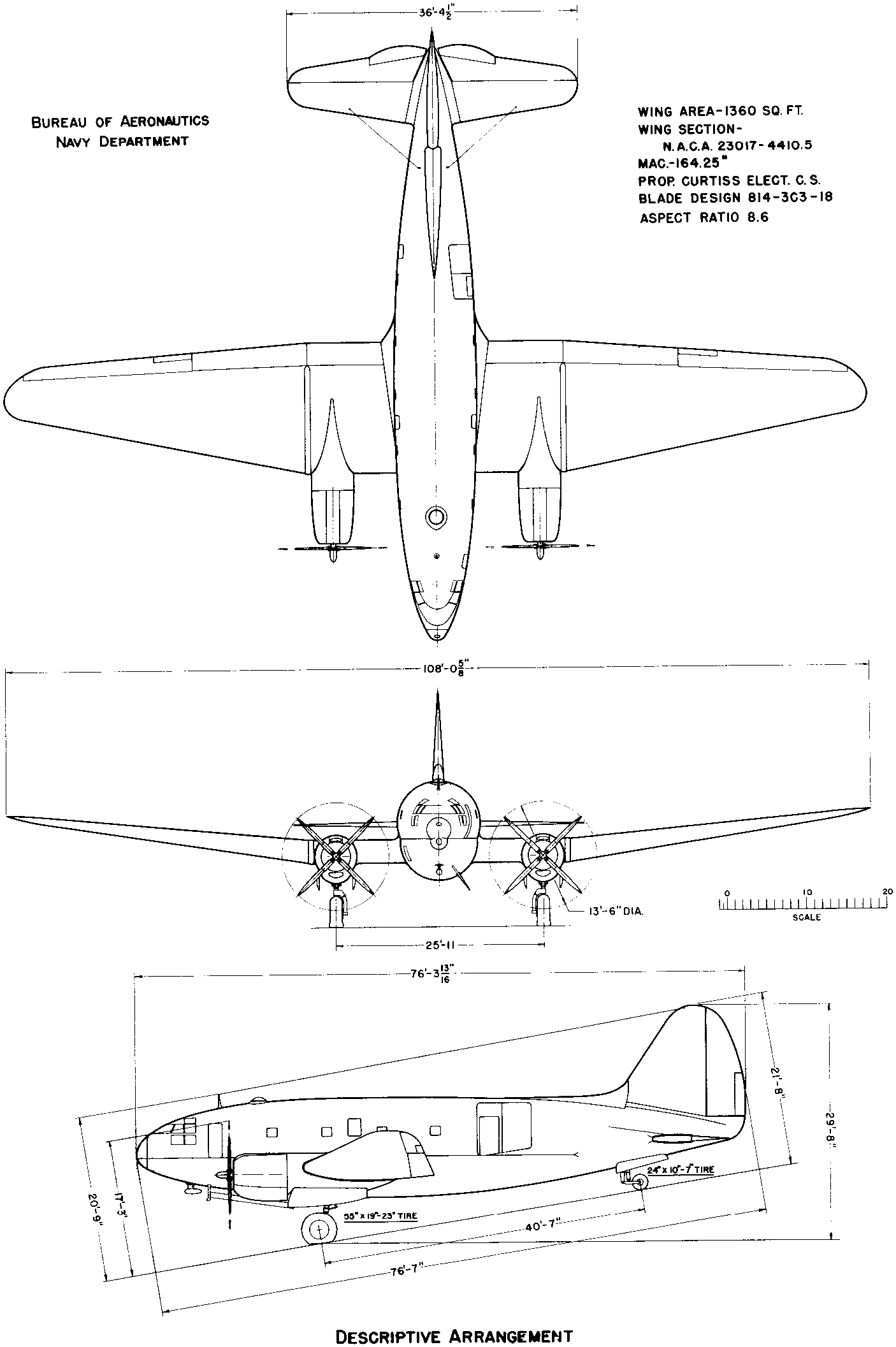
Tekening C-46

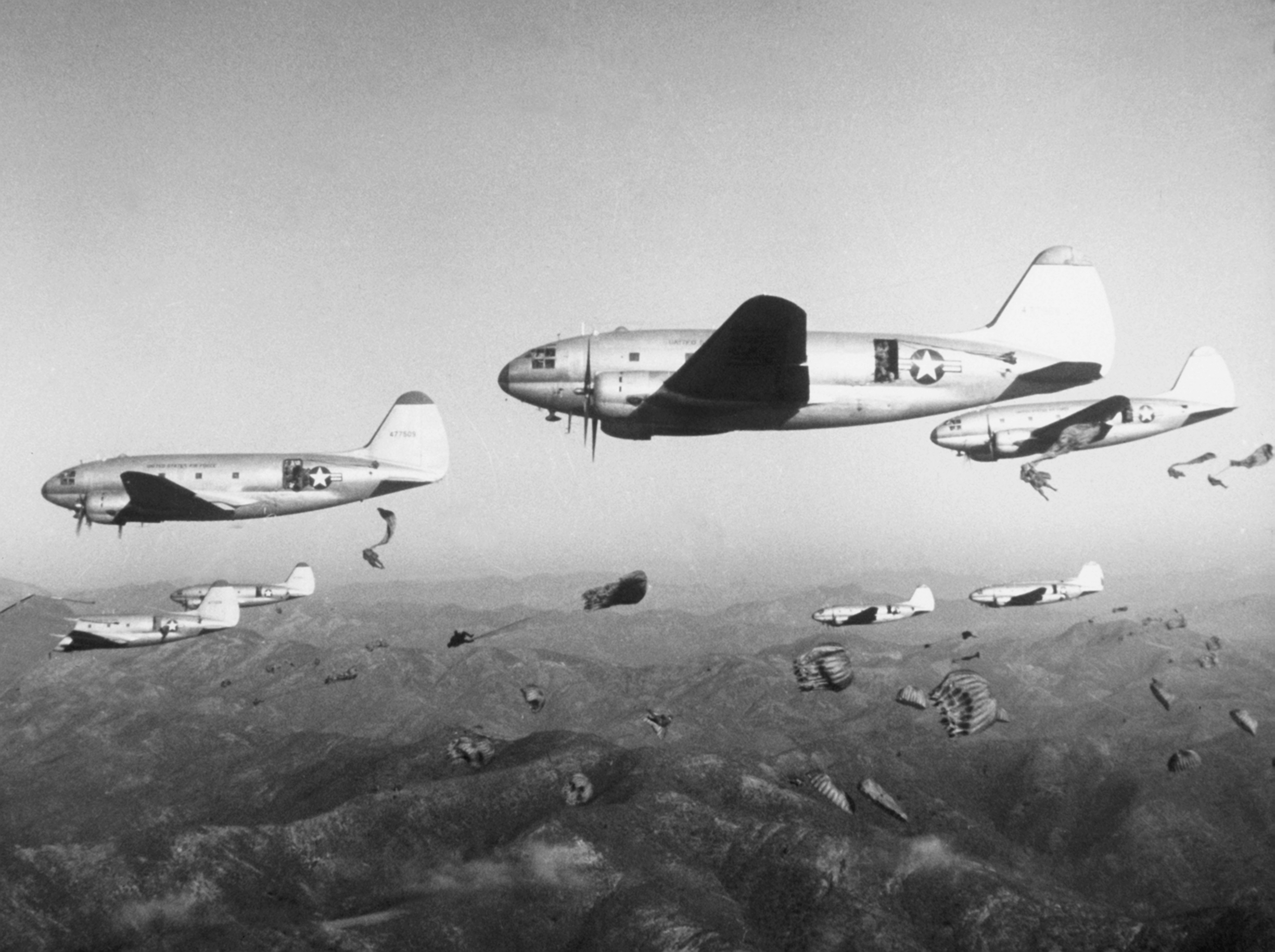
Parachutisten springen uit een C46-D boven Korea in 1950

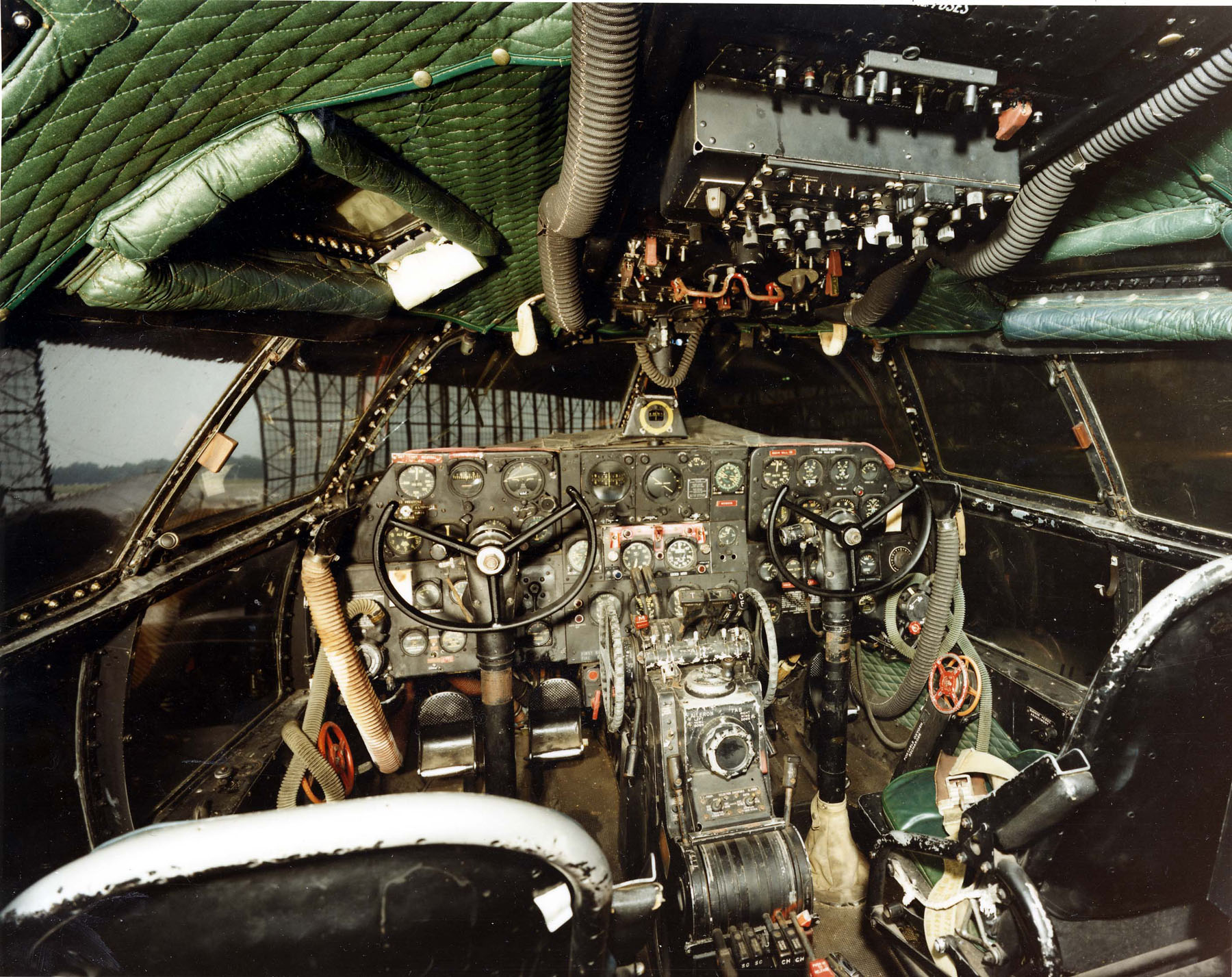
Cockpit C-46D

De Curtiss C-46 Commando is een vliegtuig van de Amerikaanse vliegtuigfabriek Curtiss-Wright. Vanaf 1940 zijn er 3181 exemplaren van gebouwd. Het is een tweemotorig transportvliegtuig met drukcabine. Het werd veel gebruikt tijdens de Tweede Wereldoorlog door alle krijgsmachtonderdelen van het Amerikaanse leger. De C-46 had een vergelijkbare functie als zijn door Douglas Aircraft Company gebouwde tegenhanger, de C-47 Skytrain.
Na de Tweede Wereldoorlog werden een paar C-46 vliegtuigen kort gebruikt door civiele luchtvaartmaatschappijen in hun oorspronkelijke rol als passagiersvliegtuig. Door de overvloed aan overtollige C-47’s werd de C-46 al snel alleen gebruikt voor het transport van vracht. Het type bleef in dienst van de Amerikaanse luchtmacht in een ondergeschikte rol tot 1968. De C-46 heeft zich bewezen als robuust vrachtvliegtuig.

## Geschiedenis
In 1937 werd de Curtiss CW-20 ontworpen door George A. Page Jr., de hoofdvliegtuigontwerper bij Curtiss-Wright. Curtiss-Wright had hiertoe zelf het initiatief genomen was om te concurreren met de viermotorige Douglas DC-4 en Boeing 307 Stratoliner. De romp van de CW-20 was goed bestand tegen het drukverschil op grote hoogte. De keuze viel op twee krachtige motoren, in plaats van vier voor de concurrenten, waardoor ze zuiniger in gebruik waren.
Het ontwerp werd uitgebreid getest in de windtunnel. Dit leidde tot een groot, aerodynamisch vliegtuig met de cockpit in een gestroomlijnde glazen koepel. De motoren kregen een unieke kap waardoor een turbulente luchtstroom en de weerstand over het bovenste vleugeloppervlak werd verminderd. Curtiss-Wright stelde dit innovatieve ontwerp tentoon op de Wereldtentoonstelling van New York in 1939.
Het bedrijf zocht klanten voor het toestel, maar de belangstelling was net voldoende om met de productie te beginnen. De productie van het passagiersvliegtuig voor 24-34 passagiers werd ondergebracht in de fabriek in Saint Louis (Missouri). Aanvankelijk kreeg het dubbele kielvlak en twee R-2600-C14-BA2 Wright Twin Cyclones motoren van elk 1700 pk. De eerste vlucht was op 26 maart 1940 en de belangrijkste wijziging was een enkele maar groter kielvlak om de stabiliteit bij lage snelheden te verbeteren.
Het eerste prototype werd gekocht door de United States Army Air Forces (USAAF). Tijdens het testen zag generaal Henry H. "Hap" Arnold de potentie van het toestel als militair vrachtvliegtuig. Op 13 september 1940 besteld het leger 46 gemodificeerde CW-20’s in twee versies die werden hernoemd naar C-46-CU en C-46A-1-CU Commando. Het ontwerp werd vervolgens aangepast en kreeg vergrote vrachtdeuren, een versterkte laadvloer en de cabine werd aangepast zodat er snel gewisseld kon worden van passagiers naar vracht en omgekeerd. De C-46 werd aan het publiek voorgesteld in mei 1942.
In 1940 werden in totaal 200 exemplaren van de C-46A's besteld, hoewel er op 7 december 1941 slechts twee daadwerkelijk werden afgeleverd. Een belangrijke wijziging werd doorgevoerd, de C-46A kreeg krachtigere Pratt & Whitney R-2800 Double Wasp motoren met een vermogen van 2000 pk. Het toestel kon in totaal 13.000 lb of net geen 5900 kilogram (kg) aan brandstof en vracht meenemen. Bij volle brandstoftanks was de maximale hoeveelheid vracht zo'n 2000 kg. Vervolgopdrachten breidden de productie uit tot 1454 exemplaren.
In 1944-45 kreeg het bedrijf een order voor 1430 vliegtuigen van het type C-46D, deze kreeg extra deuren om parachutisten sneller uit het vliegtuig te krijgen. Er volgde nog een contract voor 234 C-46F's, maar de opdracht voor de C-46F werd geannuleerd door het einde van de oorlog.
De C-46 stond bekend om de zeer slechte richtingscontrole bij lage snelheden zoals tijdens het opstijgen en landen. Zelfs onder gunstige omstandigheden met de wind recht over de landingsbaan, of zelfs geen wind, kon het vliegtuig zonder enige reden stevig naar de zijkant van de landingsbaan bewegen. Het gebruik van het roer was op zo'n moment totaal ineffectief en de enige oplossing was om de tegenovergestelde gashendel van de motor terug te trekken om de neus te stoppen.

## Inzet
De C-46 werd vooral ingezet in het Verre Oosten, het toestel vloog met voorraden over het Himalayagebergte om de Chinese troepen te bevoorraden in de oorlog tegen Japan. De C-46 kon meer vracht meenemen dan andere geallieerde tweemotorige transportvliegtuigen in dit gebied. Door zijn krachtige motoren kon hij naar tevredenheid klimmen met zware ladingen, terwijl hij op één motor in de lucht bleef mits het vliegtuig niet te zwaar beladen was.
In de allerlaatste fase van de oorlog werd het toestel ook in Europa ingezet. In maart 1945 verscheen het toestel op het Europese toneel met name voor landingen met parachutisten. In Operatie Varsity, op 24 maart 1945, gingen veel C-46's verloren waardoor het toestel niet langer ingezet mocht worden voor dit soort acties. De parachutisten sprongen in daglicht, met lage snelheden op zeer geringe hoogte waardoor het vliegtuig kwetsbaar was voor het afweergeschut. De afwezigheid van zelfdichtende brandstoftanks verergerde het probleem.

## Na de oorlog
De C-46 was succesvol geweest als vrachttransport in oorlogstijd en leek een goede kans te maken als civiel passagiersvliegtuig. De C-46 was echter veel duurder in gebruik dan de alternatieven waardoor de meeste toestellen voor het vrachtvervoer werden bestemd. Het hoge brandstofverbruik door de krachtige motoren werkte in het nadeel en ook het onderhoud was intensiever en duurder.
Ondanks deze nadelen werden overtollige C-46's toch ingezet bij kleinere luchtvaartmaatschappijen en werd de C-46 een normaal verschijnsel in Zuid-Amerika. Het toestel werd veel gebruikt in Bolivia, Peru, Brazilië, Argentinië en Chili, vooral in bergachtige gebieden. Hiervoor was de C-46 geschikt met een goede klimsnelheid en een hoog dienstplafond.
C-46's werden door de Amerikaanse luchtmacht ingezet in de Koreaanse oorlog en de Vietnamoorlog, waaronder bevoorradingsmissies, parachutisten en clandestien transport van agenten. De C-46 werd ook ingezet bij de mislukte invasie in de Varkensbaai in 1961. De C-46 werd in 1968 officieel buiten dienst gesteld bij de Amerikaanse luchtmacht.
De Central Intelligence Agency (CIA) had een eigen luchtvaartmaatschappij voor bijzondere operaties, in 1959 werd deze omgedoopt tot Air America. Een C-46 van Air America was het laatste vliegtuig met vaste vleugels dat uit Saigon vloog aan het einde van de vijandelijkheden. Op 29 april 1975 vloog kapitein EG Adams een C-46 met 52 zitplaatsen, maar met 152 mensen aan boord, naar Bangkok in Thailand.
De Japanse Zelfverdedigingstroepen gebruikten de C-46 tot ten minste 1978. De luchtmacht van de Republiek China bediende de C-46 tot 1982 voordat deze met pensioen ging. Hoewel hun aantal begon af te nemen, bleven C-46's opereren op afgelegen locaties en waren ze in dienst van Canada en Alaska tot Afrika en Zuid-Amerika.